# 気圧計
気圧計（きあつけい、英語: barometer）とは、大気の圧力を測定する器具のことである。
気圧は天候の変化に対応する重要な測定項目として、ほとんど全ての気象観測点で観測が行われており、用途に応じた様々な種類の気圧計が用いられている。
レーザー干渉計・航空機・GPSなどでは、大気の圧力に伴う、密度や屈折率等の変化を原因とする誤差を補正するため、それぞれの目的に応じた気圧計が用いられる。
地上からの高度と気圧の間には一定の関係があるため、多くの高度計は気圧計と同じ構造のものがある。

## 歴史
一般に、エヴァンジェリスタ・トリチェリが1643年に気圧計を発明したとされているが、他に2人挙げておくべき人物がいる。イタリアの数学者で天文学者のガスパロ・ベルティは、1640年から1643年の間にそれとは気づかずに水を使った気圧計を作っていた。またフランスの科学者で哲学者のルネ・デカルトは大気圧を測定する実験装置の設計を1631年ごろ記述しているが、彼がその時に気圧計を実際に作ったという証拠はない。
気圧計が作られるようになると、気圧が日々変動することがわかってきた。ブレーズ・パスカルも気圧が日々変動することに気づいていた。
ところがパスカルは、その原因として大気中の「水蒸気が多いと大気が重くなって気圧が高くなる」ためと考えた。しかし、実際には水蒸気が多いと逆に大気は軽くなる。また気象学に関心があったドイツの数学者ゴットフリード・ライプニッツやイギリスの数学者ジョン・ウォリスも、気圧の変動は雨が降るとその分に比例して大気が軽くなるためと考えていた。
オットー・フォン・ゲーリケは得意の技術を使って水を使った気圧計を製作して自宅に設置した。1660年12月に気圧が大きく下がった時に暴風が起こったことから、悪天候時に気圧が下がることを発見した。これが天候と気圧との関係を示した最初といわれている。ゲーリケによるこの「気圧の変化が天気と関係する」ことの発見がきっかけとなって、気圧の降下を悪天の予兆として利用するようになった。気圧計は、嵐を避ける必需品として特に船乗りに広く普及した。
17世紀に気圧計の原理が確立されてほどなく、低気圧の接近といった天候の悪化に先んじて気圧の変化が起こることが発見された。これを応用した製品は晴雨計として船舶等に普及し、短時間の予測ではあるが、それまで科学的手法の存在しなかった気象の予想が行えるようになった。
このことが社会にもたらしたインパクトは大きく、現在でも、他の事象の象徴あるいは先行指標となるもの、及びその変化を指して「バロメーター」と呼ぶことにその名残を残している。
1665年にロバート・フックは水銀を使った気圧計を改良し、水銀の高さ（気圧）を盤上で回転する針で示す仕組みを開発した。これはホイール・バロメータと呼ばれ、広く使われるようになった。また、1700 年にはフックが船舶用気圧計（Marine barometer）をつくった。これは温度計と気圧計が組になっており、気圧を温度計で補正することができた。エドモンド・ハレーはこれを航海に使用して「決して悪天の予測を過つことなく、あらゆる悪天を早期に知らせる」と賞賛した。しかしフックが属していた王立協会の歴史的事情によるものかもしれないが、この詳しい資料はフックの他の多くの資料とともに残されていない。
水銀気圧計は水銀柱の高さが変わると、槽内の水銀面の高さも変わるため、水銀柱の高さを精密に測定するのは手間がかかった。パリの測定器製作者ニコラス・フォルタン（Nicolas Fortin）は、1800年頃に気圧計の水銀槽を見えるようにガラス製にし、槽の天井から逆さまに象牙の針を付けて、さらに水銀槽の底を革にして底の高さを上下させて水銀面が象牙の針先にちょうど触れるように調整できるようにした。針先は水銀柱の目盛りの基点ともなっているので、その後に水銀柱の目盛りを読めばそのまま水銀柱の高さ、つまり気圧がわかる仕組みを導入した。これはフォルタン型気圧計と呼ばれている。
水銀気圧計は一般に大型、精巧で持ち運ぶことは困難だった。持ち運び可能の気圧計は1695年にイギリスの時計職人ダニエル・クエール（Daniel Quare）によって作られた。それは木製の水銀槽の底が革でできており、底についたねじで革底を動かして水銀を調整できるようにしたもので広く普及した。移動させる場合は水銀柱に空洞ができないように革底をねじで調整してから運び、到着すると逆の手順で測定状態に戻した。この携帯型気圧計は多くの登山家が持ち運んで山の高さを測定するのにも使われた。19世紀になって、イギリスの医療機器製作者で気象学者でもあったアレクサンダー・アディー（Alexander James Adie）はこの方式を改良して、1818年にシンピエゾメ－タ（sympiesometer）として特許を取ってから、気圧計として広く使われるようになった。
水銀を使わずに、内部を低圧にした小型の金属製の空ごう（箱）を使って気圧を測れるようにしたのが、アネロイド気圧計である。「アネロイド」とは液体を使わないという意味のギリシャ語から来ている。この動作機構は数学者ゴットフリード・ライプニッツによって初めて提案されたが、実際には製作されなかった 。1844年にフランスの物理学者ルシアン・ヴィディ（Lucien Vidie）が初めて実用的なアネロイド気圧計を製作した。この型の気圧計は、アネロイドセルと呼ばれる減圧された小さな金属製の箱の体積が気圧によって変形することを利用して、盤上の針を動かす仕組みになっている。これは小型の携帯型の気圧計に使われた。

## 液柱型水銀気圧計

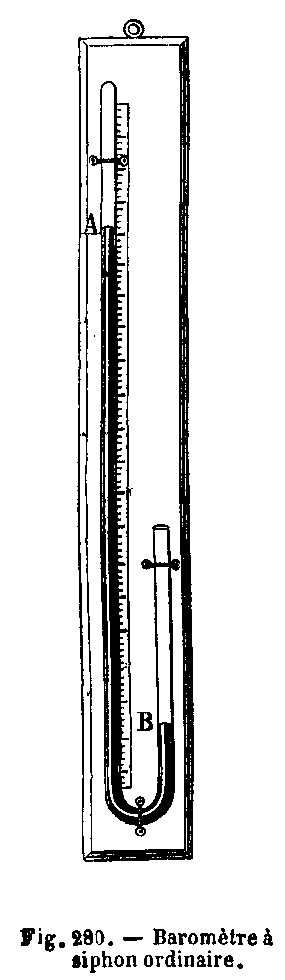
フォルタン水銀気圧計

フォルタン水銀気圧計とも呼ばれる。一端を封じたガラス管の内部に水銀を満たして水銀槽に倒立させ、ガラス管の上部にトリチェリの真空を生じさせた構造である。水銀槽の液面にかかる大気圧とガラス管の内部の水銀柱の重さ（∝高さ）との釣り合いから気圧が測定できる。気象観測における基準器として用いられることが多い。
水銀槽の下部は、皮製の袋をネジで押し上げて液面の高さを調整できる構造になっており、水銀槽内の液面が象牙の針の先端に接するようにしたうえで、ガラス管に添えられた目盛りを読み取る。より厳密な測定には温度及び重力加速度を用いた補正が必要である。このため気温測定用のものと同等の附着温度計と呼ばれる温度計が付属する。
ガラス管上端にレーザーを用いた測距装置を備えることで、測定値の電気的な出力を行えるものもある。
その原理上非常に精度の高い測定が可能である一方、高価であること、全長が長く重量が重いこと、衝撃・傾斜に弱く運搬に適さないこと、測定に熟練を要することその他の欠点があり、日常的な観測、特に無人運用による自動観測には適さない。
日本の気象庁では、地方官署における基準器としては使用しないこととしたため、国有財産としての使用期限を過ぎたものから順次払い下げを行っている。
気象観測用として、測定範囲は、少なくとも870-1050hPaが必要とされ、許容される器差は、0.7hPaである。

## アネロイド型気圧計

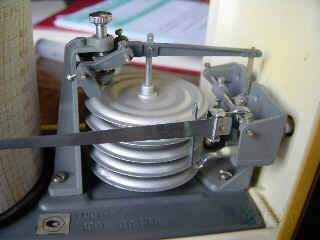
アネロイド型自記気圧計

アネロイド（Aneroid）型気圧計は、内部をほぼ真空にした、円盤形又は円筒形の金属製密閉容器をつぶそうとする大気圧と機構に内蔵されたばねの反発力との釣り合いによって気圧を測定するものである。水銀を用いないことから、ギリシャ語の"a"（否定の意味）と"neros"（湿った・液体の）を語源とするこの名を持つ。
小型軽量で構造及び取扱いが簡単なため、家庭用や携帯用としても広く用いられており、温度計と一体にした製品も多い。水銀気圧計と比較して精度が劣るとされるので、気象観測用として検定の対象となるものは、2個のベローズを対称に設けたり、バイメタルによる温度補償を行なう構造のものが多い。気圧と高度の対応目盛りが付いた小型のものが、登山用高度計と称して多くのメーカーから発売されている。
アネロイド型気圧計の一種として、指針の代わりに記録ペンを駆動し、ゼンマイなどの動力で回転するドラムに巻かれた記録紙に気圧の時系列を自動的に記録する自記気圧計がある。
気象観測用として、測定範囲は、920-1040hPaが必要とされ、許容される器差は、0.7hPaである。

## ブルドン管気圧計
ブルドン管（英: Bourdon tube）気圧計はCの形になっている扁平密閉管が大気圧によって変形するのを利用して指針を動かすようにした圧力計である。1849年にフランスのウジェーヌ・ブルドン（仏: Eugene Bourdon）が発明しフランスで特許を取った。気圧のような微細な圧力変化では扁平密閉管の変形量が小さく直読が困難なのでテコと歯車の組み合わせで変形量を拡大して指針を駆動する。

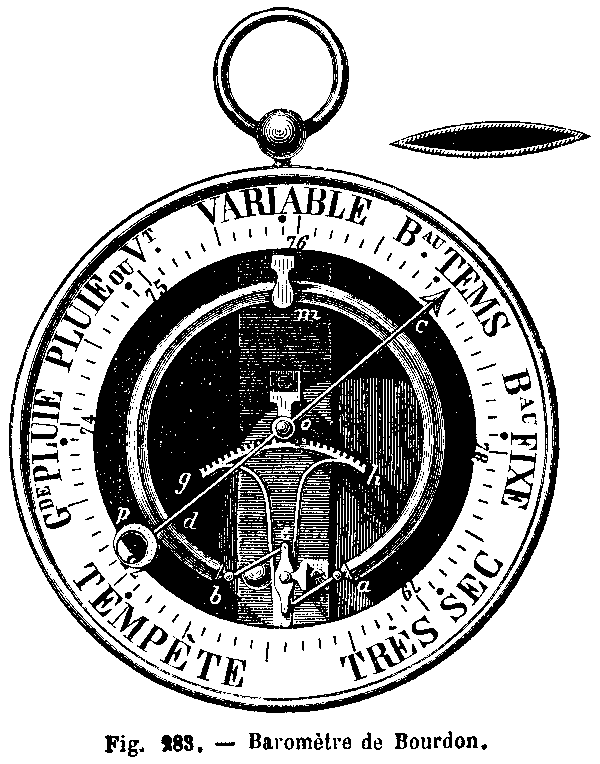
ブルドン管気圧計

気圧計としての精度はやや低いが、構造が簡単で丈夫であり大きな圧力差に対しては直線性も精度も高いものが製造出来るので、現在では産業用の圧力計として最も多く用いられている。

## 電気式気圧計
21世紀初頭の近年では、半導体等を用いたセンサにより気圧を電気信号として出力し、デジタル信号として出力・記録することが行われている。センサには、静電容量式のものと振動式のものとがある。
集積回路の技術を応用して製造されたチップ型のものは、加工の精度が非常に高いため、精度や安定性の点で優れており、機器への組込みも容易なことから、広く使われるようになっている。
静電容量式のセンサはシリコン等でできたチャンバーがコンデンサを形成しているもので、気圧による電極間の距離の変化を静電容量の変化として検出する。
振動式のセンサは金属、シリコン等でできたチャンバーに水晶等の圧電素子から振動を加え、気圧の変化に伴って変化するチャンバー面の張力を共振周波数の変化として検出することで測定を行う。円筒振動式気圧計と呼ばれる缶形のセンサが使われてきたが、チップ型のものが普及してきている。
気象庁では、アメダス等の自動観測装置への組込み用として、1982年から円筒振動式気圧計を、1995年から静電容量式のセンサを用いた気圧計を採用している。
気象観測用として、測定範囲は、870-1050hPaが必要とされ、許容される器差は、0.7hPaである。

## 日本の気圧計
日本では気象業務法とその下位法令により、公共的な気象観測には気象測器検定に合格した液柱型水銀気圧計、アネロイド型気圧計、および電気式気圧計を用いることとされている。